# Storblodbi
Storblodbi (Sphecodes albilabris) är en biart som först beskrevs av Fabricius 1793. Den ingår i släktet blodbin och familjen vägbin. Inga underarter finns listade.

## Beskrivning
Arten är stor för att vara ett blodbi med en kroppslängd av 11 till 15 mm för honan, 10 till 14 mm för hanen. Den har svart mellankropp och den för blodbina typiska, röda bakkroppen (därav det svenska trivialnamnet). Honan är emellertid bara röd på tergiterna 1 till 4, medan hanen är röd på hela bakkroppen. Han har dessutom vitt hår i ansiktet ner till munskölden.

## Ekologi
Övervintrande, parade honor flyger mellan april och början av sommaren, medan årskullarna flyger från slutet av juli till september, även om honorna går i ide tidigare.
Arten är polylektisk, den är inte specialiserad på några särskilda växter, utan hämtar nektar från blommande växter från flera olika slags familjer, i synnerhet korgblommiga växter som maskrosor, höstfibbla, röllika och kanadensiskt gullris. Likt alla blodbin är honan boparasit; hon bygger inga egna bon, utan lägger sina ägg i bon av andra solitära bin, främst sidenbiet vårsidenbi men längre fram på året även andra bin som grävbiet Melitturga clavicornis och storbandbi. I samband med äggläggningen dödar honan värdägget eller -larven, så hennes avkomma ostört kan leva på det insamlade matförrådet. Artens habitat utgörs i regel av torra marker som sand- och grustag, sandhedar, halvöknar, vägslänter, ridbanor, vägar, ruderatområden och även flodbankar..

## Utbredning
Utbredningsområdet omfattar Europa från Iberiska halvön i väster upp till Sverige och Finland i norr. Den har även påträffats i delar av Asien: Turkiet, Syrien, Kaukasus, Centralasien, södra Sibirien österut till Primorje kraj, Kazakstan och Indien.
I Sverige är arten vanlig från Skåne till Värmland och Dalarna med de nordligaste fynden i Ångermanland och Västerbotten. I Finland finns biet från Åland och sydkusten upp till Kajanaland i nordost, Norra Österbotten och Lappland i nordväst.
Arten är inte rödlistad vare sig i Sverige eller Finland utan klassificerad som livskraftig ("LC") i båda länderna.

## Bildgalleri

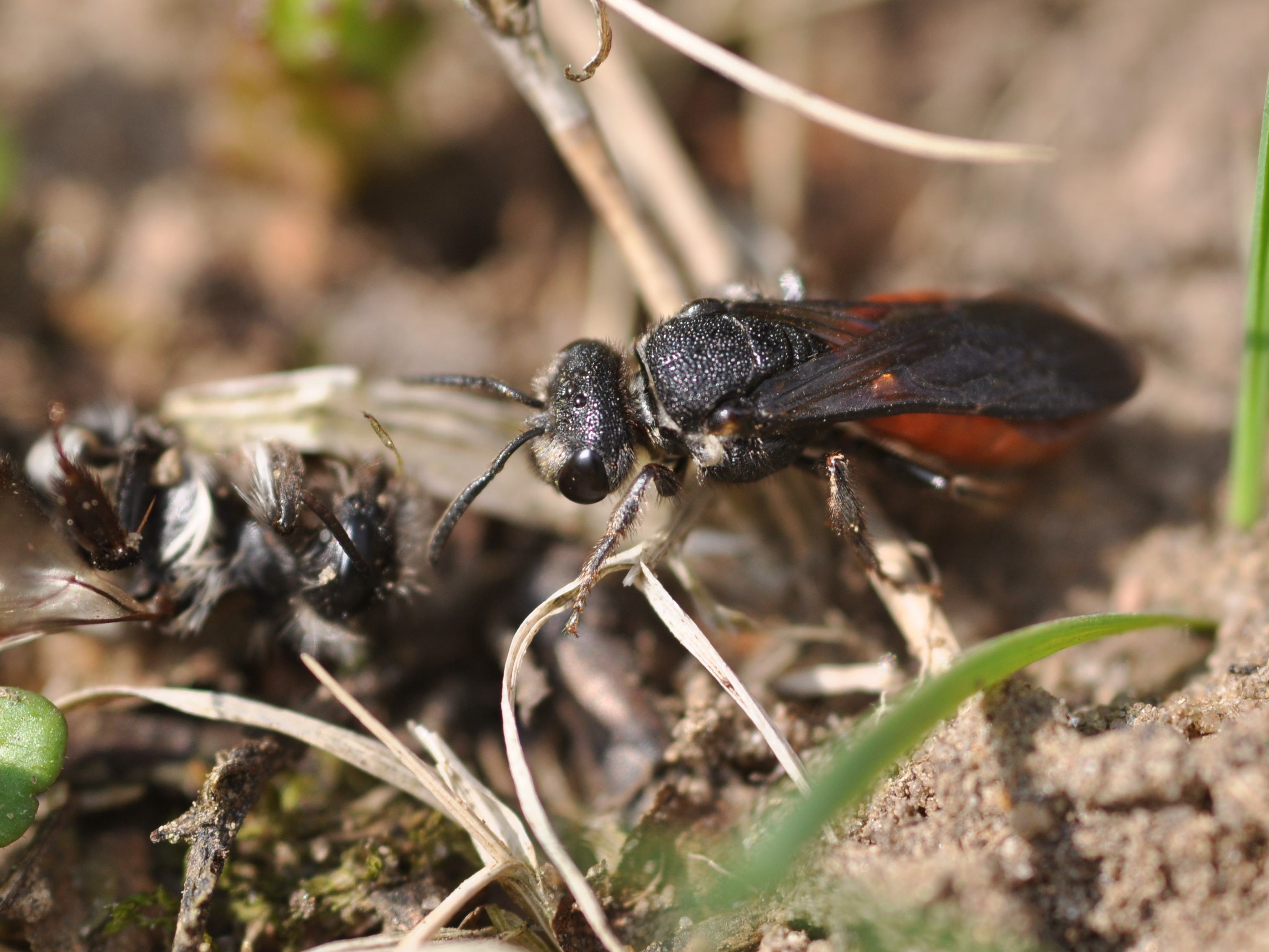
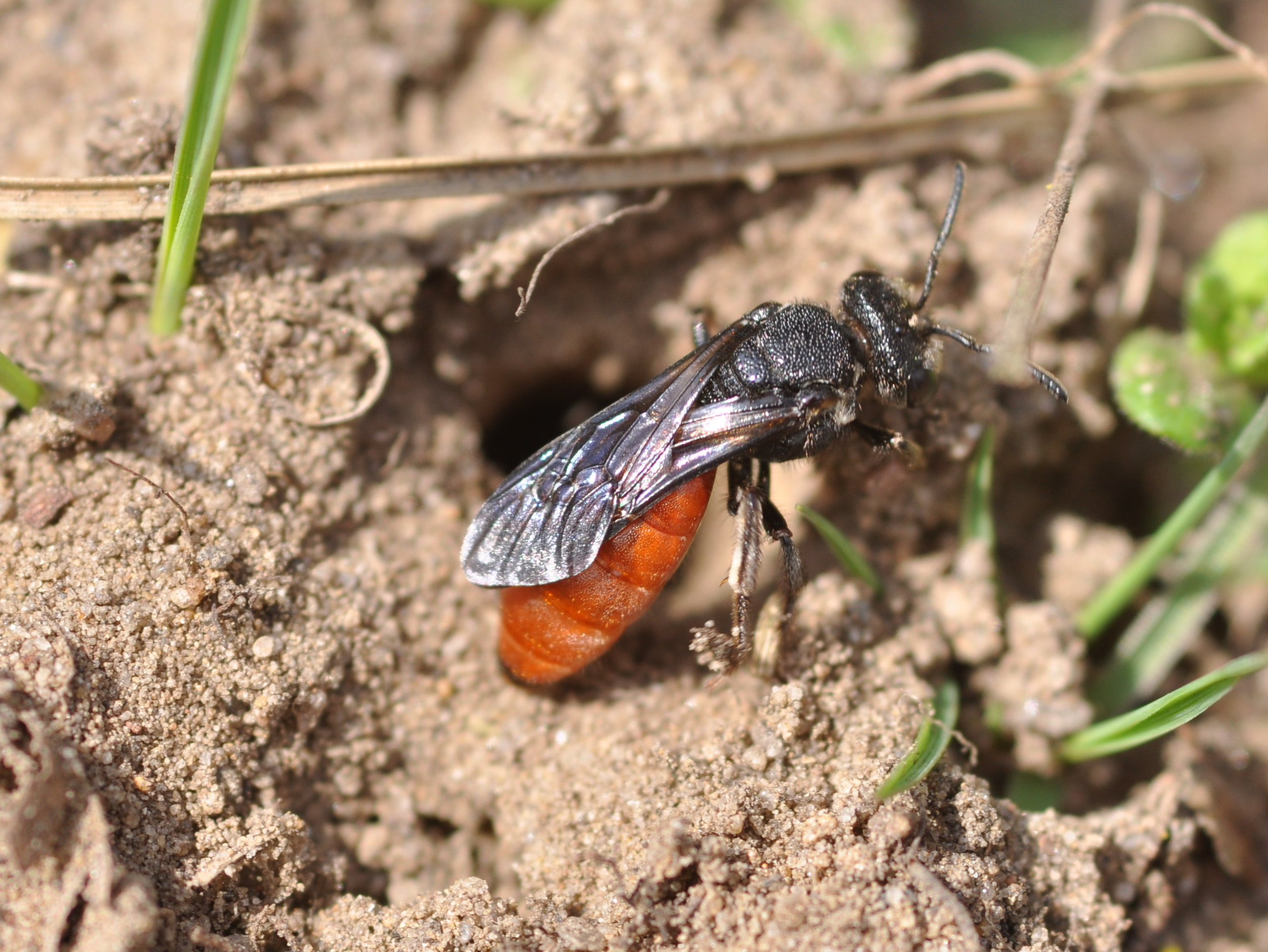
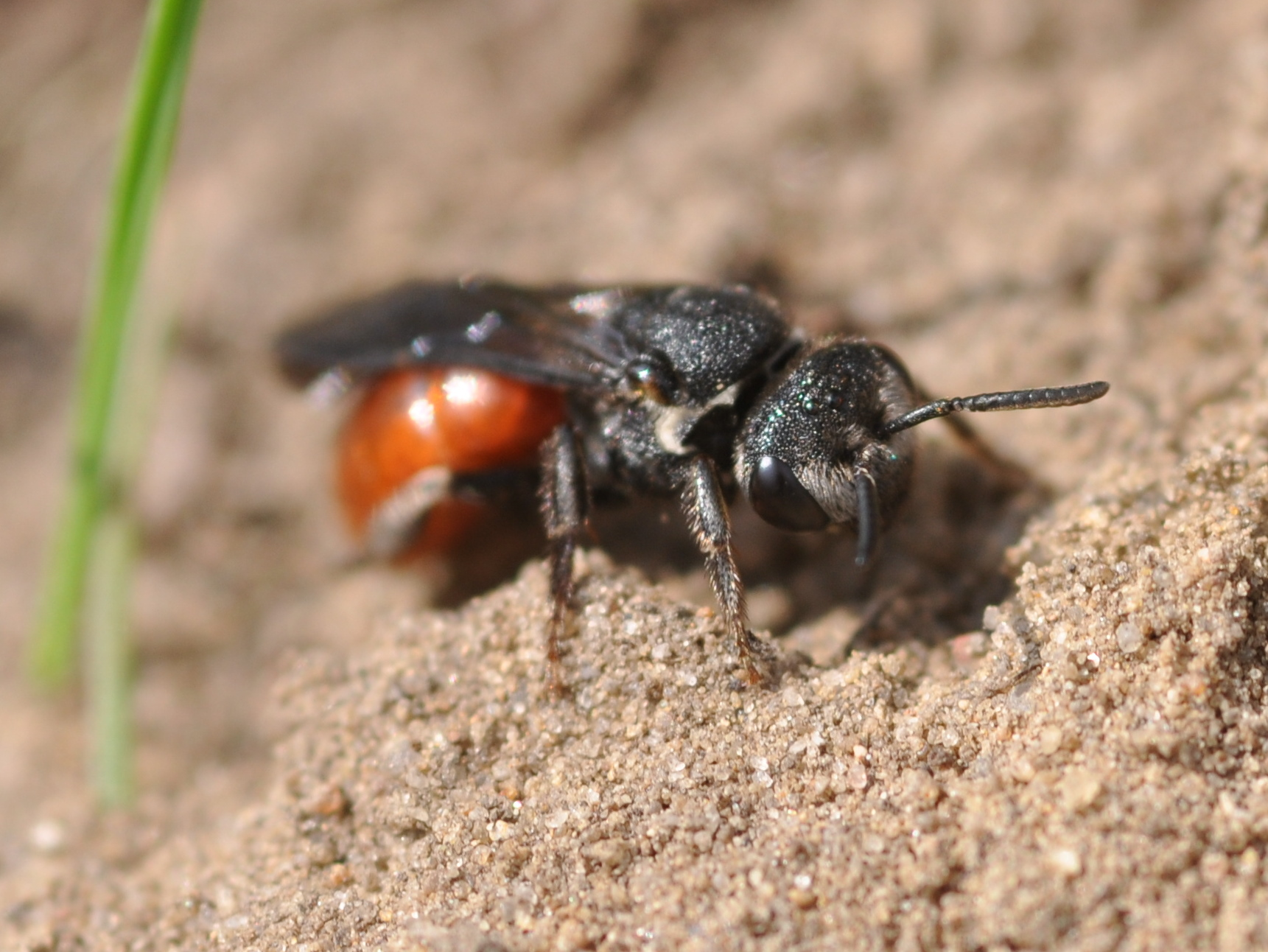
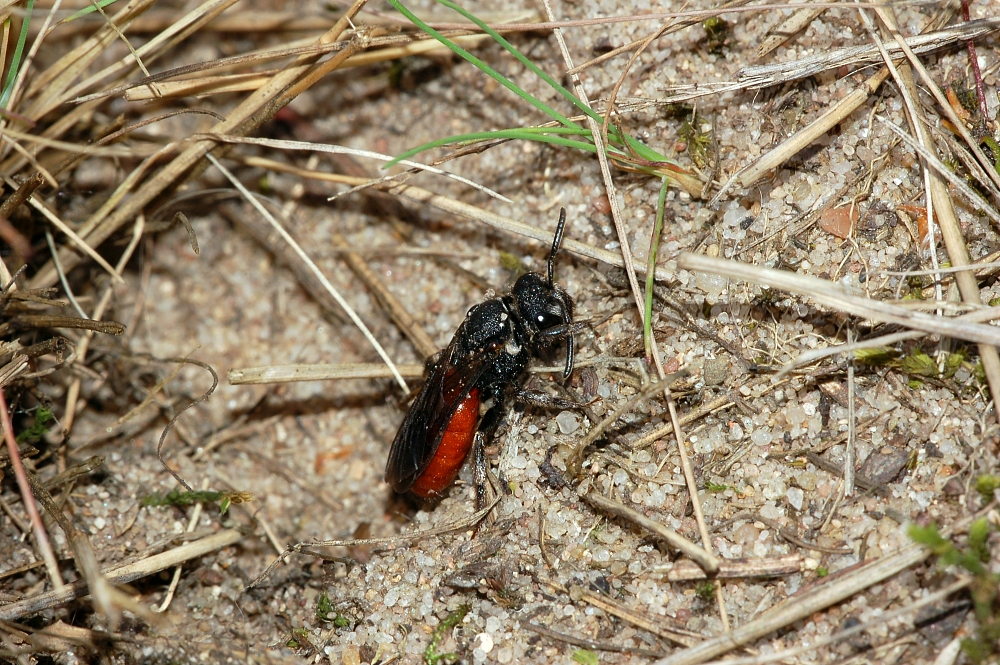
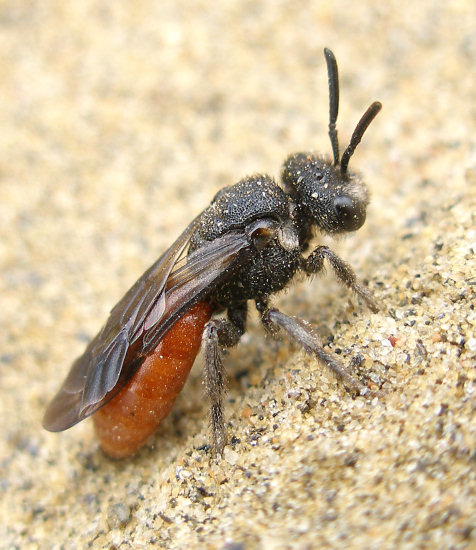